# Redevance des mines
Une redevance des mines est un paiement qui doit être fait en échange d'un droit d'exploitation d'une mine.

## En France
Il est perçu au profit des communes et des départements une redevance sur chaque tonne nette du produit concédé, extrait par les concessionnaires de mines, les amodiataires et sous-amodiataires des concessions minières, par les titulaires du permis d'exploitation de mines et par les explorateurs de mines de pétrole et de gaz combustibles. Cette redevance est applicable aux charbons extraits sous territoire étranger et amenés au jour par des puits et installations sis en France.
Cette redevance ne s'applique pas aux hydrocarbures extraits de gisements situés au-delà de 1 mille marin.